# Nikolai Novosjolov
Nikolai Novosjolov (n. 9 iunie 1980, Haapsalu, Lääne maakond, Estonia) este un scrimer estonian specializat pe spadă.
Novosjolov a fost campion mondial în 2010 la Paris și în 2013 la Budapesta. A câștigat Cupa Mondială de spadă masculin în sezonul 2011–2012. A fost membru a echipei Estoniei care a cucerit medalia de argint la Campionatul Mondial din 2001 de la Nîmes.

## Carieră
Antrenor - Igor Chikinyov. La Campionatul Mondial de Scrimă din 2010 organizate la Paris, a câștigat medalia de aur în competiții individuale. El a fost recunoscut ca cel mai bun sportiv din 2010 și 2013 în Estonia. În 2015, la   Campionatul European de Scrimă, desfășurat în orașul elvețian Montreux, a câștigat medalia de argint în cadrul echipei estoniene. În 2016, a acumulat numărul necesar de puncte pentru a participa pentru a patra dată la Jocurile Olimpice din Rio de Janeiro. La Campionatul Mondial de Scrimă din 2017, desfășurat în orașul german Leipzig, a ocupat locul doi. În același an a câștigat medalia de bronz la Campionatul European. În 2018, a câștigat medalia de argint la Campionatul European.